# X-Games Norway 2020
Die X-Games Norway 2020 fanden am 7. und 8. März 2020 im Hafjell statt. Es wurden zum fünften Mal X-Games-Wettbewerbe in Norwegen ausgetragen. Die Wettbewerbe wurden von ESPN veranstaltet. Ausgetragen wurden im Freestyle-Skiing und im Snowboard die Disziplinen Big Air, Slopestyle und Knuckle Huck. An den Wettkämpfen nahmen 41 Athleten teil.

## Medaillenspiegel
| Rang | Land               | Gold | Silber | Bronze | Gesamt |
| ---- | ------------------ | ---- | ------ | ------ | ------ |
| 1    | Kanada             | 3    | 2      | 3      | 8      |
| 2    | Vereinigte Staaten | 2    | 2      | 0      | 4      |
| 3    | Schweiz            | 1    | 1      | 3      | 5      |
| 4    | Norwegen           | 1    | 1      | 2      | 4      |
| 5    | Frankreich         | 1    | 0      | 0      | 1      |
| 5    | Neuseeland         | 1    | 0      | 0      | 1      |
| 5    | Österreich         | 1    | 0      | 0      | 1      |
| 8    | Japan              | 0    | 2      | 0      | 2      |

## Freestyle-Skiing

### Frauen Big Air
| Rang | Name                  |
| ---- | --------------------- |
|      | Megan Oldham          |
|      | Maggie Voisin         |
|      | Johanne Killi         |
| 4    | Giulia Tanno          |
| 5    | Margaux Hackett       |
| 6    | Silvia Bertagna       |
| 7    | Jennie-Lee Burmansson |
| 8    | Mathilde Gremaud      |

### Männer Big Air
| Rang | Name             |
| ---- | ---------------- |
|      | Antoine Adelisse |
|      | Birk Ruud        |
|      | Andri Ragettli   |
| 4    | Alexander Hall   |
| 5    | Fabian Bösch     |
| 6    | Henrik Harlaut   |
| 7    | Jesper Tjäder    |
| 8    | Colby Stevenson  |

### Frauen Slopestyle
| Rang | Name                  |
| ---- | --------------------- |
|      | Maggie Voisin         |
|      | Mathilde Gremaud      |
|      | Giulia Tanno          |
| 4    | Johanne Killi         |
| 5    | Jennie-Lee Burmansson |
| 6    | Isabel Atkin          |
| 7    | Megan Oldham          |
| 8    | Margaux Hackett       |

### Männer Slopestyle
| Rang | Name             |
| ---- | ---------------- |
|      | Andri Ragettli   |
|      | Alexander Hall   |
|      | Fabian Bösch     |
| 4    | Jesper Tjäder    |
| 5    | Øystein Bråten   |
| 6    | Birk Ruud        |
| 7    | Antoine Adelisse |
| 8    | Colby Stevenson  |

### Männer Knuckle Huck
| Rang | Name               |
| ---- | ------------------ |
|      | Alexander Hall     |
| 2    | Jesper Tjäder      |
| 3    | Henrik Harlaut     |
| 4    | Petter Ulsletten   |
| 5    | Colby Stevenson    |
| 6    | Øystein Bråten     |
| 7    | Lucas Stål Madison |
| 8    | Antoine Adelisse   |

## Snowboard

### Frauen  Big Air
| Rang | Name                 |
| ---- | -------------------- |
|      | Anna Gasser          |
|      | Miyabi Onitsuka      |
|      | Laurie Blouin        |
| 4    | Jamie Anderson       |
| 5    | Kokomo Murase        |
| 6    | Zoi Sadowski-Synnott |
| 7    | Enni Rukajärvi       |
| 8    | Brooke Voigt         |

### Männer Big Air
| Rang | Name                 |
| ---- | -------------------- |
|      | Mark McMorris        |
|      | Maxence Parrot       |
|      | Darcy Sharpe         |
| 4    | Mons Røisland        |
| 5    | Sven Thorgren        |
| 6    | Ståle Sandbech       |
| 7    | Rene Rinnekangas     |
| 8    | Fridtjof Tischendorf |

### Frauen Slopestyle
| Rang | Name                 |
| ---- | -------------------- |
|      | Zoi Sadowski-Synnott |
|      | Kokomo Murase        |
|      | Brooke Voigt         |
| 4    | Anna Gasser          |
| 5    | Laurie Blouin        |
| 6    | Jamie Anderson       |
| 7    | Enni Rukajärvi       |
| 8    | Miyabi Onitsuka      |

### Männer Slopestyle
| Rang | Name             |
| ---- | ---------------- |
|      | Maxence Parrot   |
|      | Mark McMorris    |
|      | Ståle Sandbech   |
| 4    | Sven Thorgren    |
| 5    | Mons Røisland    |
| 6    | Rene Rinnekangas |
| 7    | Marcus Kleveland |
| 8    | Darcy Sharpe     |

### Männer Knuckle Huck
| Rang | Name                 |
| ---- | -------------------- |
|      | Marcus Kleveland     |
| 2    | Stian Kleivdal       |
| 3    | Fridtjof Tischendorf |
| 4    | Mathias Eckhoff      |
| 5    | Ulrik Badertscher    |